# اس‌بی‌اس تی‌وی
اس‌بی‌اس تی‌وی (به انگلیسی: SBS TV) یک کانال تلویزیونی آزاد کره جنوبی است که توسط سیستم پخش سئول اداره می‌شود. این کانال در ۹ دسامبر ۱۹۹۱ راه اندازی شد.